# Dipturus bullisi
Dipturus bullisi  (лат.) — вид хрящевых рыб семейства ромбовых скатов отряда скатообразных. Обитают в центрально-западной и юго-западной частях Атлантического океана. Встречаются на глубине до 549 м. Их крупные, уплощённые грудные плавники образуют диск в виде ромба со удлинённым и заострённым рылом. Максимальная зарегистрированная длина 77 см. Откладывают яйца. Не являются объектом целевого промысла.

## Таксономия
Впервые вид был научно описан в 1962 году как Raja bullisi. Вид назван в честь морского биолога Харви Р. Бёллиса, помогавшему собрать материалы для исследования скатов Мексиканского залива. 

## Ареал
Эти батидемерсальные скаты обитают в Мексиканском заливе у берегов Бразилии, Колумбии, Гондураса, Панамы, США (Флорида, Техас), Венесуэлы и Боливии. Встречаются вдоль внешнего края континентального шельфа и в верхней части материкового склона на глубине от 183 до 549 м.

## Описание
Широкие и плоские грудные плавники этих скатов образуют ромбический диск с округлым рылом и закруглёнными краями. На вентральной стороне диска расположены 5 жаберных щелей, ноздри и рот. На длинном хвосте имеются латеральные складки. У этих скатов 2 редуцированных спинных плавника и редуцированный хвостовой плавник. Дорсальная поверхность диска ровного светло-коричневого цвета, вентральная поверхность тёмно-коричневая. Область на рыле, где сосредоточены ампуллярные поры, до заднего края нижней челюсти более тёмная. Имеются орбитальные и затылочные шипы.
Максимальная зарегистрированная длина 77 см.

## Биология
Подобно прочим ромбовым эти скаты откладывают яйца, заключённые в жёсткую роговую капсулу с выступами на концах. Эмбрионы питаются исключительно желтком. Самцы достигают половой зрелости при длине около 76 см. Длина при вылуплении 17 см.

## Взаимодействие с человеком
Эти скаты не являются объектом целевого промысла. Потенциально могут попадаться в качестве прилова. Данных для оценки Международным союзом охраны природы охранного статуса вида недостаточно.